# Passiflora edulis
Passiflora edulis Sims è una pianta della famiglia delle Passifloraceae, originaria del Sudamerica.
In italiano è noto come frutto della passione o, in alternativa, granadiglia o maracugià o, più spesso, maracuja (AFI: /maraˈkuja/ o  /maraˈkuʒa/, nome femminile; dal nome brasiliano, maschile, maracujá), dal tupí mara kuya, o dal guaranì mburukuja.
Il frutto oltre che per la polpa morbidissima e ricca di piccoli semi è apprezzato per il profumo intenso e caratteristico, per cui viene utilizzato nella produzione di succhi, gelati e altri preparati per uso alimentare. A questo scopo la Passiflora edulis è coltivata in diverse regioni tropicali e subtropicali di tutto il mondo.
Esistono due varietà principali di maracuja (Passiflora edulis var. edulis e Passiflora edulis var. flavicarpa), i cui frutti differiscono per dimensioni e per il colore della buccia, rispettivamente rossa o gialla.

## Etimologia
Il frutto della passione è così chiamato perché è una delle tante specie di fiore della passione, traduzione del nome latino del genere, Passiflora. Intorno al 1700, il nome fu dato dai missionari in Brasile come strumento educativo mentre cercavano di convertire gli abitanti indigeni al cristianesimo; il suo nome era flor das cinco chagas o "fiore delle cinque ferite" per illustrare la crocifissione di Cristo, con altri componenti della pianta che prendevano il nome da un emblema della Passione di Gesù.

## Descrizione

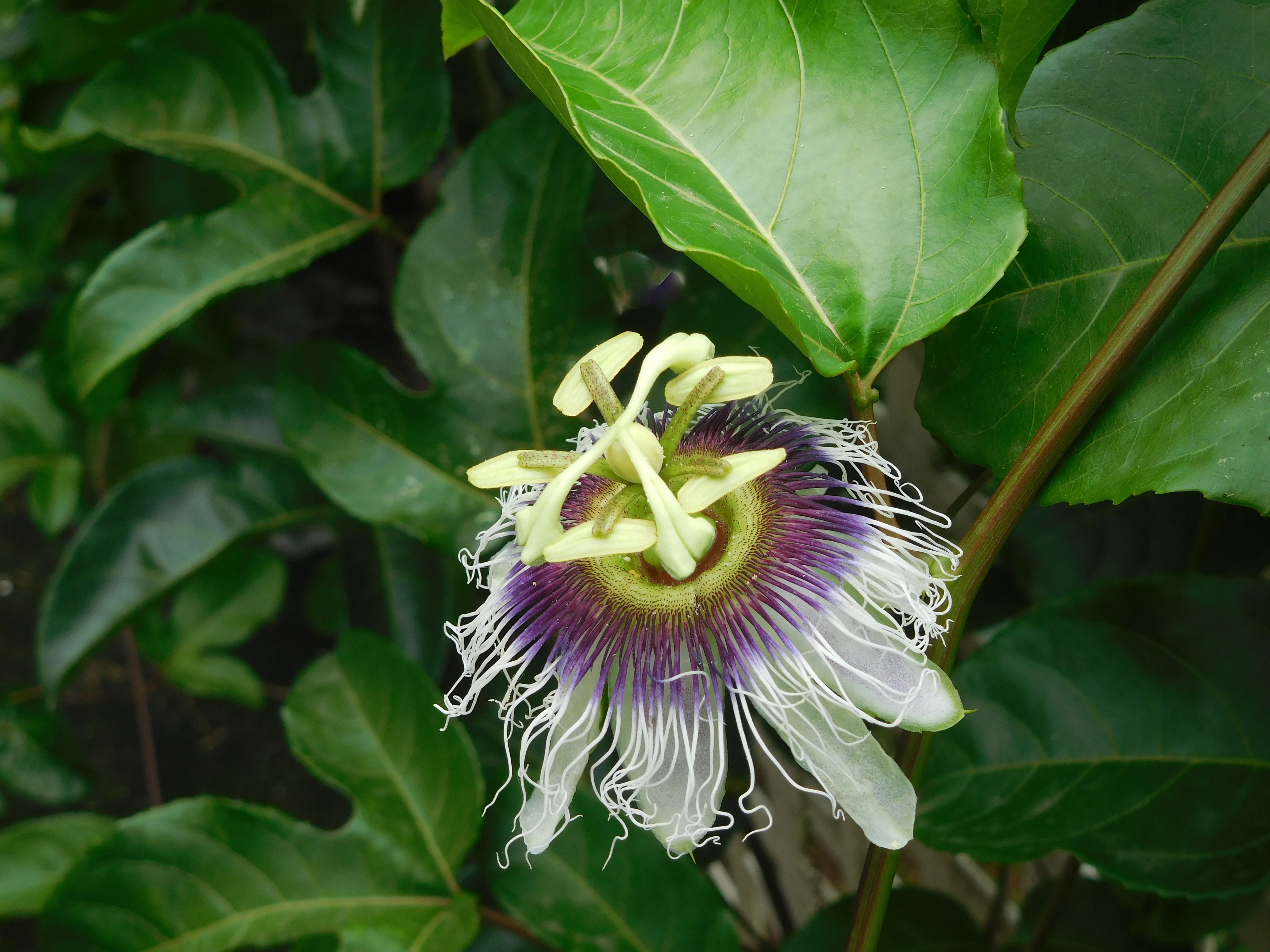
Fiore di P. edulis

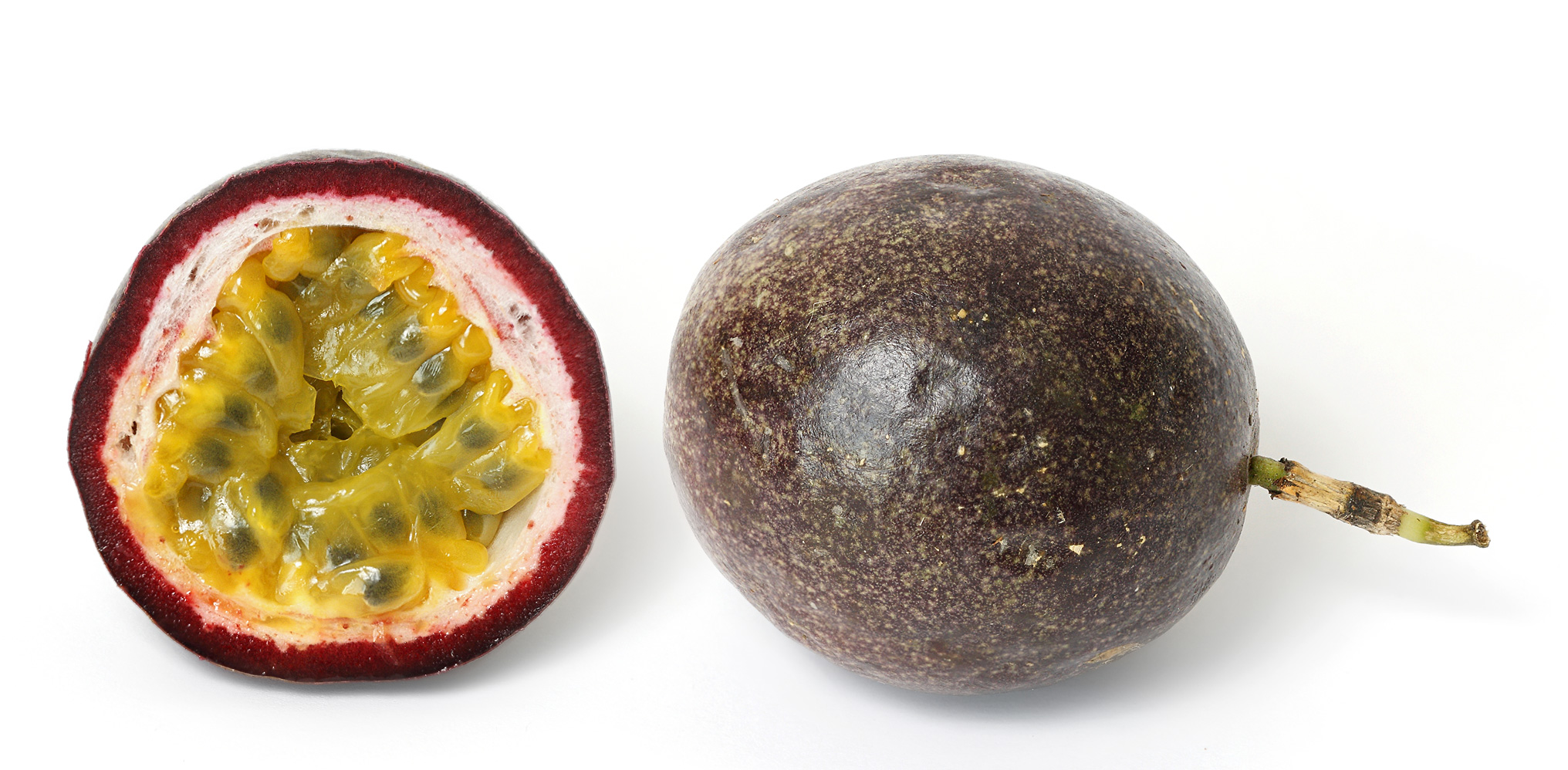
Frutto della passione

Passiflora edulis è una pianta rampicante perenne; i viticci nascono dalle ascelle delle foglie e da giovani hanno una colorazione rossa o viola. Esistono due varietà principali: una varietà a frutto viola, P. edulis f. edulis, e una a frutto giallo , P. edulis f. flavicarpa.
Di solito la pianta produce un singolo fiore di 5–7,5 cm di larghezza ad ogni nodo. Il fiore ha 5 sepali oblunghi, verdi e 5 petali bianchi. I sepali e i petali sono lunghi 4–6 mm e formano una frangia. La base del fiore è di un intenso colore viola con 5 stami, un ovario e uno stilo ramificato. Gli stili si piegano all'indietro e gli stigmi, che si trovano sulla sommità degli stili, hanno una testa molto distintiva.
Il frutto prodotto è interamente carnoso (botanicamente una bacca) ed è sferico o ovoidale. Il colore esterno della bacca varia dal viola scuro con fini macchie bianche al giallo chiaro. Il frutto misura 4–7,5 cm di diametro; i frutti viola sono più piccoli, pesano circa 35 grammi, mentre i frutti gialli sono più vicini agli 80 grammi. La crosta liscia e coriacea è di 9–13 mm di spessore, compreso uno spesso strato di midollo. All'interno della bacca ci sono in genere 250 semi marroni, ciascuno di 2,4 mm di lunghezza. Ogni seme è circondato da un sacco membranoso pieno di succo polposo. Il sapore del succo è leggermente acido e muschiato. Il sapore del frutto della passione può essere paragonato a quello del frutto della guava.
Esistono diverse varietà distinte di frutto della passione con aspetti esterni chiaramente differenti. La varietà flavicarpa giallo brillante, nota anche come frutto della passione giallo o dorato, può crescere fino alle dimensioni di un pompelmo, ha una scorza liscia, lucida, leggera ed è stata utilizzata come portainnesto per il frutto della passione viola in Australia. La varietà edulis viola scuro è più piccola di un limone, ma è meno acida del frutto della passione giallo e ha un aroma e un sapore più ricchi.

## Distribuzione e habitat
P. edulis cresce in climi tropicali umidi e il suo areale nativo si estende dal Brasile al nord-est dell'Argentina.

## Usi
Una volta aperto il frutto, la polpa può essere mangiata così com'è oppure trasformata in succo.
Il succo di frutto della passione può essere ridotto a uno sciroppo che viene utilizzato per preparare salse, yogurt, gelatine, caramelle, gelati, sorbetti, glasse per torte, meringhe, zuppe di frutta fredde o nei cocktail.